# Вербюстел, Эдмон
Эдмон (или Эдмонд)  Вербюстел (Edmond Verbustel) — бельгийский фигурист, бронзовый призёр чемпионата мира 1947 года, бронзовый призёр чемпионата Европы 1947 года в парном катании.
Эдмон Вербюстел выступал вместе с Сюзанной Дискёве, затем с Лилианой де Беккер (Liliane de Becker).

## Спортивные достижения
| Соревнования      | 1947 | 1948 | 1949 | 1950 |
| ----------------- | ---- | ---- | ---- | ---- |
| Чемпионаты мира   | 3    |      |      | 9*   |
| Чемпионаты Европы | 3    |      |      |      |

* с Лилианой де Беккер